# 4337 Arecibo
4337 Arecibo è un asteroide della fascia principale. Scoperto nel 1985, presenta un'orbita caratterizzata da un semiasse maggiore pari a 3,2585454 UA e da un'eccentricità di 0,0920548, inclinata di 2,24141° rispetto all'eclittica.